# Налут
Налут (наричан още Nālūt, Lalút) (на арабски: نالوت) е град в Либия и административен център на Налут. Населен е от бербери, има и хамбар.

## Архитектура
Налут е мястото, където се намира Ксар Налут, който е най-старият ксар, съществуващ от около 1312 година.